# 龙滩水电站
龙滩水电站是中国红水河（西江上游别称）上游的大型水电站，位于广西河池市天峨县境内，距天峨县城15公里。目前是中国大陆已建成的第五大水电站，位于三峡、溪洛渡水电站、向家坝水电站、糯扎渡水电站之后。为西部大开发的标志性工程和"西电东送"的重点项目之一。
龙滩水电站按照一期蓄水375米，二期蓄水400米，分期建设。目前，一期工程竣工；二期工程处于规划协商中。
主要由大坝、地下发电厂房和通航建筑物三大部分组成。大坝坝高一期为192米，二期为216.5米，是世界最高的碾压混凝土坝；坝顶高程一期382米，二期406.5米；坝顶长一期735.5米，二期830.5米；坝体混凝土量一期为532.2万立方米（碾压混凝土方量占63%），二期为685万立方米；地下厂房长388.5米，宽28.5米，高 72.7米；升船机全长1700多米，最大提升高度179米，分两级提升，分别为88.5米和90.5米。
水库淹没范围涉及广西和贵州的10个县、47个乡（镇）、232个行政村，按一期工程水库正常蓄水位375米，移民8.05万人，淹没耕地8.42万亩。
工程建设可满足广东和广西的电力增长需要，促进广西和贵州的经济和社会发展，减轻红水河下游及西江两岸地区的洪水威胁，缓解珠江三角洲在冬、春季的咸潮威胁。

## 工程数据
- 装机容量:一期7台70万千瓦的发电机组，共490万千瓦；二期2台70万千瓦的发电机组，共140万千瓦,全部建成后总装机容量630万千瓦。
- 年均发电量:一期156.7亿千瓦时，二期187.1亿千瓦时
- 一期375米蓄水位，总库容162亿立方米，调节库容111.5亿立米，防洪库容50亿立方米
- 二期400米蓄水位，总库容273亿立方米，调节库容205.3亿立方米，防洪库容70亿立方米

### 水文数据
- 流域面积:9.85万平方公里，占红水河流域面积的71%[來源請求]
- 多年平均径流量：508亿立方米（1936年至1992年实测数据）[來源請求]
- 多年平均流量：1610立方米/秒[來源請求]
- 最大洪水流量：16900立方米/秒（1988年8月）[來源請求]
- 多年平均输沙率：1660千克/秒（1960年至1992年实测数据）[來源請求]
- 多年平均输沙量：5240万吨[來源請求]
- 最大含沙量：25千克/立方米[來源請求]
- 平均含沙量：1.05千克/立方米[來源請求]

## 大事记
- 1956年起，电力部成都勘测设计院、珠江流域水利委员会、广西水电设计院等单位曾先后对红水河干流进行规划，并选出多个龙滩梯级坝段进行勘测设计。[來源請求]
- 1981年11月，国务院批准了《红水河流域开发综合利用规划》，明确龙滩水电站是红水河流域的第一位骨干工程[來源請求]
- 1992年4月12日，经国务院批准，同意建设龙滩水电站[來源請求]
- 1999年12月26日，“龙滩水电开发有限公司”在南宁成立，成为龙滩工程的投资主体与项目法人。按2000年静态价格，工程总投资为203.7亿元。资本金占工程总投资的20%，其它80%融资解决。出资方为国家电力公司占33%、广西电力有限公司占32%、广西投资(集团)有限公司占30%、贵州省基本建设投资公司占5%[來源請求]
- 2001年7月1日，主体工程开工典礼[來源請求]
- 2002年，国家电力体制改革后，国家电力公司与广西电力有限公司在龙滩工程的股权移交中国大唐集团公司，占股65%。[來源請求]
- 2003年11月6日，截流成功[來源請求]
- 2006年9月30日，下闸蓄水[來源請求]
- 2007年7月1日，第一台机组发电[來源請求]
- 2009年12月，7台机组全部投入运营，一期工程全部完工[來源請求]
- 2015年2月12日，龙滩水电站500吨级右岸升船机工程开工建设。通航建筑物布置在枢纽右岸山体侧,为带中间渠道的两级垂直升船机,沿升船机纵轴线从上游至下游依次布置为上游引航道、通航坝段、第一级垂直升船机、中间渠道、第二级垂直升船机及下游引航道等,全长约1900米。最大过坝船型为500级机动驳,两级升船机的提升高度分别为63米和93米,总提升高度达156米。 总工期约72个月，总投资26亿元。[來源請求]
- 2018年3月7日，为落实《国家发展改革委办公厅关于加快推进龙滩枢纽通航建筑物建设方案调整前期工作的通知》，贵州省交通运输厅会同大唐集团广西分公司在贵阳组织召开了《红水河龙滩水电站通航建筑物由通航500吨级船舶调整为1000吨级建设方案可行性研究大纲》评审会议。贵州省落实龙滩水电站升船机建设标准由通航500吨级船舶调整为通航1000吨级船舶新增建设资金。2019年红水河龙滩水电站1000吨级通航设施设计代表船型已经确定，《红水河龙滩水电站通航建筑物由500吨级船舶调整为1000吨级建设方案工程可行性研究报告》已编制完成，并正在积极申报国家发展改革委审查。[來源請求]
- 2022年1月18日，国务院印发关于“十四五”现代综合交通运输体系发展规划的通知（国发（2021）27号），红水河龙滩枢纽通航设施建设列入该文件的“内河港航设施”规划。